# Mongólia a 2013-as úszó-világbajnokságon
Mongólia négy úszóval vett részt a 2013-as úszó-világbajnokságon, akik hét versenyszámban indultak.

## Úszás
Férfi
| Versenyző             | Verseny                  | Selejtező | Selejtező | Elődöntő          | Elődöntő          | Döntő             | Döntő             |
| Versenyző             | Verseny                  | Idő       | Helyezés  | Idő               | Helyezés          | Idő               | Helyezés          |
| --------------------- | ------------------------ | --------- | --------- | ----------------- | ----------------- | ----------------- | ----------------- |
| Erdenemunkh Demuul    | 50 méteres hátúszás      | 29.82     | 42        | Nem jutott tovább | Nem jutott tovább | Nem jutott tovább | Nem jutott tovább |
| Erdenemunkh Demuul    | 100 méteres hátúszás     | 1:05.18   | 51        | Nem jutott tovább | Nem jutott tovább | Nem jutott tovább | Nem jutott tovább |
| Batsaikhan Dulguun    | 50 méteres pillangóúszás | 26.20     | 57        | Nem jutott tovább | Nem jutott tovább | Nem jutott tovább | Nem jutott tovább |
| Gunsennorov Zandanbal | 100 méteres gyorsúszás   | 56.78     | 75        | Nem jutott tovább | Nem jutott tovább | Nem jutott tovább | Nem jutott tovább |
| Gunsennorov Zandanbal | 100 méteres mellúszás    | 1:11.27   | 71        | Nem jutott tovább | Nem jutott tovább | Nem jutott tovább | Nem jutott tovább |

Női
| Versenyző       | Verseny              | Selejtező | Selejtező | Elődöntő          | Elődöntő          | Döntő             | Döntő             |
| Versenyző       | Verseny              | Idő       | Helyezés  | Idő               | Helyezés          | Idő               | Helyezés          |
| --------------- | -------------------- | --------- | --------- | ----------------- | ----------------- | ----------------- | ----------------- |
| Altansukh Nomin | 100 méteres hátúszás | 1:18.95   | 51        | Nem jutott tovább | Nem jutott tovább | Nem jutott tovább | Nem jutott tovább |
| Altansukh Nomin | 50 méteres mellúszás | 37.78     | 67        | Nem jutott tovább | Nem jutott tovább | Nem jutott tovább | Nem jutott tovább |